# Marina Gonçalves
Marina Sola Gonçalves (Caminha, 23 de abril de 1988)  es una política portuguesa. Actualmente se desempeña como diputada en la Asamblea de la República, vicepresidenta del grupo parlamentario y miembro del secretariado nacional del partido socialista. Fue ministra de Vivienda en el Tercer Gobierno Costa. 

## Biografía
Marina Gonçalves nació en Caminha, el 23 de abril de 1988. Se licenció en Derecho por la Universidad de Oporto, con maestría en Derecho administrativo por la misma institución.  Ejerció la abogacía hasta noviembre de 2015, cuando comenzó a trabajar como asesora del despacho de Pedro Nuno Santos, Secretario de Estado de Asuntos Parlamentarios.  También fue asesora del Grupo Parlamentario del Partido Socialista. 
En efecto, en noviembre de 2015 fue nombrada asesora de Pedro Nuno Santos, entonces secretario de Estado para Asuntos Parlamentarios. En marzo de 2018 pasó a ser jefa de gabinete del mismo secretario, permaneciendo en el cargo tras su nombramiento como Ministro de Infraestructura y Vivienda, hasta octubre de 2019.   Entre octubre de 2019 y septiembre de 2020, fue diputada por la circunscripción de Viana do Castelo, desempeñándose como miembro efectivo de la Comisión de Trabajo y Seguridad Social y de la eventual Comisión Parlamentaria de Investigación sobre la Actuación del Estado en la Atribución de Apoyos, tras los incendios de 2017. También fue vicepresidenta del Grupo Parlamentario del Partido Socialista, donde supervisó las áreas de vivienda, trabajo y seguridad social. 
En 2020, en el Segundo Gobierno Costa, le fue confiada por Pedro Nuno Santos la secretaría de Estado en la cartera de Vivienda, permaneciendo en el cargo tras las Elecciones parlamentarias de Portugal de 2022. 
El 2 de enero de 2023 fue nombrada Ministra de Vivienda en el Tercer Gobierno Costa. Tomó posesión de su cargo el 4 de enero. 